# 10. marts
10. marts er dag 69 i året i den gregorianske kalender (dag 70 i skudår). Der er 296 dage tilbage af året.
Dagens navn er Edel.

### Begivenheder
Født - Dødsfald
- 1624 - England erklærer krig mod Spanien.
- 1629 - Karl 1. opløser Parlamentet; det træder først sammen igen 11 år senere.
- 1710 - I slaget ved Helsingborg lider den danske hær nederlag til svenskerne under Magnus Stenbock.
- 1785 - Thomas Jefferson udnævnes til ambassadør i Frankrig; han efterfølger Benjamin Franklin på posten.
- 1831 - Kong Ludvig-Filip grundlægger Fremmedlegionen.
- 1863 - Edvard 7. ægter prinsesse Alexandra af Danmark.
- 1876 - Alexander Graham Bell foretager den første succesfulde telefonsamtale.
- 1893 - Elfenbenskysten bliver en fransk koloni.
- 1899 - Kristeligt Dansk Fællesforbund stiftes i Randers.
- 1906 - Londons undergrundslinje Bakerloo line åbnes.
- 1910 - Første Hollywood film lanceres, Old California.
- 1945 - Tokyo bombes af 334 B-29 Superfortress’ere, der smider brandbomber, og starter derved en ildstorm - 120.000 omkomne.
- 1948 - De første tre kvindelige præster i Danmark bliver ordineret.
- 1948 - Herbert Henry Hoover flyver som den første civile pilot hurtigere end lyden i flyet Bell X-1.
- 1952 - Fulgencio Batista står i spidsen for et regeringskup i Cuba.
- 1966 - Hollands kronprinsesse Beatrix gifter sig med den tyske diplomat Claus von Amsberg.
- 1969 - James Earl Ray idømmes 99 års fængsel for mordet på Martin Luther King.
- 1977 - Uranus' ringe opdages.
- 1979 - Det Europæiske Monetære System, EMS, træder i kraft.
- 1992 - To overlæger ved Aalborg Sygehus indstilles til afsked efter beskyldning om at have brugt hoftepatienter som forsøgskaniner.
- 1996 - En Bandidosrocker mister livet ved et skuddrama i Kastrup Lufthavn.
- 1998 - Chiles tidligere diktator, Augusto Pinochet, træder tilbage som hærchef.
- 2000 - NASDAQ aktieindekset topper på 5048,62, hvorefter det går nedad, og dot-com eventyret lakker mod enden.
- 2001 - Forfatteren Anne Marie Løn modtager Boghandlernes Gyldne Laurbær.
- 2002 - Byrådsflertal i Farum Kommune beslutter at indstille borgmester Peter Brixtofte til suspension.
- 2002 - Camilla Martin vinder guld ved All England ved at besejre 4 kinesere i træk. Kun Kirsten Larsen har tidligere udført samme bedrift.

### Født
- 1503 - Ferdinand 1., tysk-romersk kejser (død 1564).
- 1844 - Pablo Sarasate, spansk violinist og komponist (død 1908).
- 1845 - Alexander 3., russisk zar (død 1894).
- 1851 - Heinrich Wenck, dansk arkitekt og maler (død 1936).
- 1876 - Edvard Eriksen, dansk billedhugger (døde 1959).
- 1892 - Arthur Honegger, fransk-schweizisk komponist (død 1955).
- 1903 - Sigfred Pedersen, dansk visedigter og meget andet (død 1967).
- 1920 - Boris Vian, fransk visesanger og forfatter (død 1959).
- 1932 - Jens Bom, dansk journalist og tv-producer.
- 1935 - Kristen Poulsgaard, dansk tidligere folketingspolitiker.
- 1936 - Sepp Blatter, schweizisk præsident for FIFA.
- 1940 - Chuck Norris, amerikansk skuespiller.
- 1945 - Henrik Elmgreen, dansk redaktør og sportschef.
- 1957 - Osama Bin Laden, saudisk-født islamisk ekstremist (død 2011).
- 1958 - Sharon Stone, amerikansk skuespillerinde.
- 1964 - Neneh Cherry, svensk musiker.
- 1972 - Timbaland, amerikansk rapper.
- 1976 - Johan Wohlert, dansk bassist, tidligere medlem af Mew.
- 1978 - Karen Brødsgaard, dansk håndboldspiller.
- 1978   - Kim Staal, dansk ishockeyspiller.
- 1981 - Samuel Eto'o, camerounsk fodboldspiller.
- 1989 - Marina Golbahari, afghansk skuespiller.
- 1992 - Emily Osment, amerikansk skuespillerinde.

### Dødsfald
- 1222 - Johan 1. Sverkersson, svensk konge (født 1201).
- 1728 - Hans Whitte, norsk præst og pædagogisk forfatter (født 1681).
- 1868 - Herman Wilhelm Bissen, dansk billedhugger (født 1798).
- 1900 - J.P.E. Hartmann, dansk komponist (født 1805).
- 1913 - Harriet Tubman, afroamerikansk abolitionist (født 1820 eller 1822).
- 1935 - Professor Labri, dansk gøgler (født 1863).
- 1940 - Mikhail Bulgakov, russisk forfatter (født 1891).
- 1948 - Jan Masaryk, tjekkisk udenrigsminister (født 1886).
- 1975 – Aase Ziegler, dansk skuespiller (født 1906).
- 1979 - Thomas Dinesen, dansk forfatter og civilingeniør (født 1892).
- 1985 - Konstantin Tjernenko, sovjetisk politiker og kommunistisk generalsekretær (født 1911).
- 1988 - Andy Gibb, engelskfødt sanger i Bee Gees (født 1958).
- 1998 - Lloyd Bridges, amerikansk skuespiller (født 1913).
- 2005 - Dave Allen, irsk komiker (født 1936).

- 2013 - Lilian, prinsesse af Sverige (født 1915).
- 2016 - Roberto Perfumo, argentinsk fodboldspiller (født  1942).

|  | Denne datoartikel kan blive bedre, hvis der indsættes et (bedre) billede Du kan hjælpe ved at afsøge Wikimedia Commons for et passende billede eller uploade et godt billede til Wikimedia Commons iht. de tilladte licenser og indsætte det i artiklen. |